# Захарка (приток Сургута)
Захарка — река в России, протекает в Исаклинском и Сергиевском районах Самарской области.

## География
Устье реки находится в 43 км по правому берегу реки Сургут. Длина реки составляет 13 км. Протекает через села Захаркино и Старое Боголюбово.

## Данные водного реестра
По данным государственного водного реестра России относится к Нижневолжскому бассейновому округу, водохозяйственный участок реки — Сок от истока и до устья. Речной бассейн реки — Волга от верховий Куйбышевского вдхр. до впадения в Каспий.
Код объекта в государственном водном реестре — 11010000612112100005853.